# 托雷莫查
托雷莫查，是西班牙埃斯特雷马杜拉卡塞雷斯省的一个市镇。总面积64平方公里，2001年普查人口總數為1115人，人口密度為每平方公里17人。